# Théâtre de la Huchette
Pour les articles homonymes, voir Huchette (homonymie).
 (juin 2018).
Si vous disposez d'ouvrages ou d'articles de référence ou si vous connaissez des sites web de qualité traitant du thème abordé ici, merci de compléter l'article en donnant les références utiles à sa vérifiabilité et en les liant à la section « Notes et références ».
 (juin 2018).
Le théâtre de la Huchette est une salle de théâtre située au 23 rue de la Huchette dans le 5e arrondissement de Paris.
Près du célèbre Caveau de la Huchette, c'est ici que depuis plus de 65 ans La Leçon et La Cantatrice chauve de Eugène Ionesco jouent et compte depuis 2021 plus de 20 000 représentations, une longévité unique dans l'histoire mondiale du théâtre. Ces deux pièces détiennent le record du monde du spectacle joué sans interruption dans un même lieu.

## Historique
Le théâtre est situé sur l'ancien emplacement d'un restaurant appartenant au père de Charles Aznavour. Créé en 1948 par Georges Vitaly, le théâtre est inauguré le 26 avril avec la pièce Albertina de Valentino Bompiani mise en scène par André Reybaz.
Le théâtre accueille La Cantatrice chauve suivi de La Leçon d'Eugène Ionesco, dans leurs mises en scène d'origine, sans interruption depuis le 16 février 1957. Il s'agit alors d'une reprise, La Cantatrice chauve ayant été très mal accueillie par le public et la critique lors de sa première représentation, au théâtre des Noctambules en 1950, où elle est arrêtée après 25 représentations. Le cap des 18 000 représentations est franchi en février 2017. Ces deux pièces détiennent le record mondial de longévité sans interruption dans le même théâtre. Elles ne détiennent toutefois pas le record de la pièce jouée depuis le plus longtemps sans interruption dans sa mise en scène d'origine : ce record est détenu par la pièce La Souricière (The Mouse Trap) d'Agatha Christie, jouée depuis 1952 mais déplacée dans différents théâtres du West End de Londres.
Chaque soirée présente en plus une troisième pièce, qui peut varier au cours du temps.
Georges Vitaly y fait découvrir au public parisien des auteurs tels que Georges Schehadé, Valentin Kataïev, Pierre-Aristide Bréal et Jacques Audiberti. En 1952, le nouveau directeur, Marcel Pinard permet de continuer la découverte d'auteurs comme Jean Genet, Federico García Lorca, Ivan Tourgueniev, Eugène Ionesco ou Jean Tardieu. En 1975, à la mort de Marcel Pinard, le théâtre est menacé de fermeture. C'est alors que les comédiens des spectacles Ionesco, locataires du lieu depuis 1957, fondent une SARL pour reprendre l'exploitation du théâtre et pouvoir continuer de s'y produire.
Le théâtre de la Huchette a reçu un Molière d'honneur en 2000 pour sa fidélité à Ionesco.
La troupe composée de 45 comédiens au total, part régulièrement en tournée à travers le monde.
Depuis 2003, les comédiens, metteurs en scène et auteurs de la Huchette organisent régulièrement des lectures publiques, afin de faire connaître des textes d'auteurs contemporains. Des stages d'interprétations sont aussi proposés.
En 2010, 50 théâtres privés parisiens réunis au sein de l’Association pour le soutien du théâtre privé (ASTP) et du Syndicat national des directeurs et tourneurs du théâtre privé (SNDTP), dont fait partie la Huchette, décident d'unir leur force sous une enseigne commune : les Théâtres parisiens associés.
Le théâtre a légué des archives, des photographies, des costumes, des affiches, en 2012, à la Bibliothèque nationale de France, qui les a exposés du 21 février au 8 avril à la Galerie des donateurs du site François-Mitterrand.
Depuis janvier 2016, Franck Desmedt qui est également comédien et metteur en scène devient le directeur de ce théâtre mythique. La programmation musicale qu'il instaure en 3e temps fort (après les pièces de Ionesco) rencontre un franc succès, saluée par une nomination aux Molières 2016 dans la catégorie meilleure comédie musicale pour Kiki, le Montparnasse des années folles. La même année, La poupée sanglante est 7 fois nommée aux trophées de la comédie musicale et en 2018, c'est au tour de Comédiens ! avec 8 nominations aux trophées. Ce dernier remportera 5 trophées dont celui de la meilleure comédie musicale et du meilleur artiste interprète pour Fabian Richard et Marion Préité.

## Créations
- 2016 : La Poupée sanglante[9] comédie musicale d'après l’œuvre de Gaston Leroux, écrit par Didier Bailly et Eric Chantelauze, mis en scène par ce dernier avec Charlotte Ruby, Alexandre Jerome et Edouard Thiebaut
- 2016 : Le Personnage désincarné[10] de et mis en scène par Arnaud Denis avec Marcel Philippot, Audran Cattin et Grégoire Bourbier
- 2017 : La Putain du dessus[11] de Antoine Tsipianitis, mis en scène par Christophe Bourseiller avec Emilie Chevrillon
- 2017 : L’Écume des jours[12] de Boris Vian, adaptation de Paul Emond, mis en scène par Sandrine Molaro et Gilles-Vincent Kapps avec Roxanne Bret, Maxime Bouteraon et Antoine Paulin
- 2018 : Comédiens ![13] comédie musicale inspirée de l'opéra Paillase de Ruggero Leoncavallo, concept et mise en scène par Samuel Sené, livret et paroles des chansons de Eric Chantelauze avec Marion Préïté, Fabian Richard et Cyril Romoli
- 2018 : Voyage au bout de la nuit de Louis Ferdinand Céline, avec et mis en scène par Franck Desmedt
- 2018 : Menahem-Mendl le réveur[14] de Cholem Aleikhem, adaptation de Roger Kahane et Hélène Cohen, mis en scène par Hélène Cohen avec Florent Favier et Pauline Vaubaillon

## Récompenses et nominations
- Nomination aux Molières 2016 pour Kiki, le Montparnasse des années folles, catégorie de la meilleure comédie musicale
- 2017 La poupée sanglante : 7 nominations aux Trophées de la comédie musicale
- 2018 Comédiens ! : 8 nominations aux Trophées de la comédie musicale dont 5 trophées remportés:
- Meilleure comédie musicale 2018
- Trophée de l'artiste interprète masculin dans une comédie musicale pour Fabian Richard
- Trophée de l'artiste interprète féminine dans une comédie musicale pour Marion Préité
- Trophée de la mise en scène de la comédie musicale pour Samuel Sené
- Trophée du livret de la comédie musicale pour Eric Chantelauze et Samuel Sené